# 仰韶镇
仰韶镇，是中华人民共和国河南省三門峽市渑池县下辖的一个镇。

## 行政区划
仰韶镇下辖以下地区：
西阳村、高村、崇村、张沟村、天桥村、崔门村、中涧村、甘涧村、后涧村、西天坛村、天坛村、东阳村、贺滹沱村、韶阳村、马岭村、庄子村、刘郭村、阳光村、礼庄寨村、裴窑村、乐村、乔岭村、苏门村、仰韶村和韶华村。

## 特产
仰韶酒：中国地理标志产品。